# Reading (Berkshire)
Reading (pronunciat /ˈrɛdɪŋ/) és una ciutat i una autoritat unitària del comtat de Berkshire (Anglaterra), Regne Unit. Situada entre els rius Tàmesi i Kennet, la ciutat es troba a mig camí entre Londres i Oxford, a la vora de l'autopista M4. Reading és probablement el centre de negocis més important del sud-est d'Anglaterra, a part del Gran Londres. La majoria de les companyies importants de Gran Bretanya tenen la seva seu en aquesta ciutat, en la qual també es troben nombroses multinacionals. El Centre Europeu de Meteorologia té la seu ací. És a més una ciutat universitària amb una important comunitat estudiantil.

## Geografia

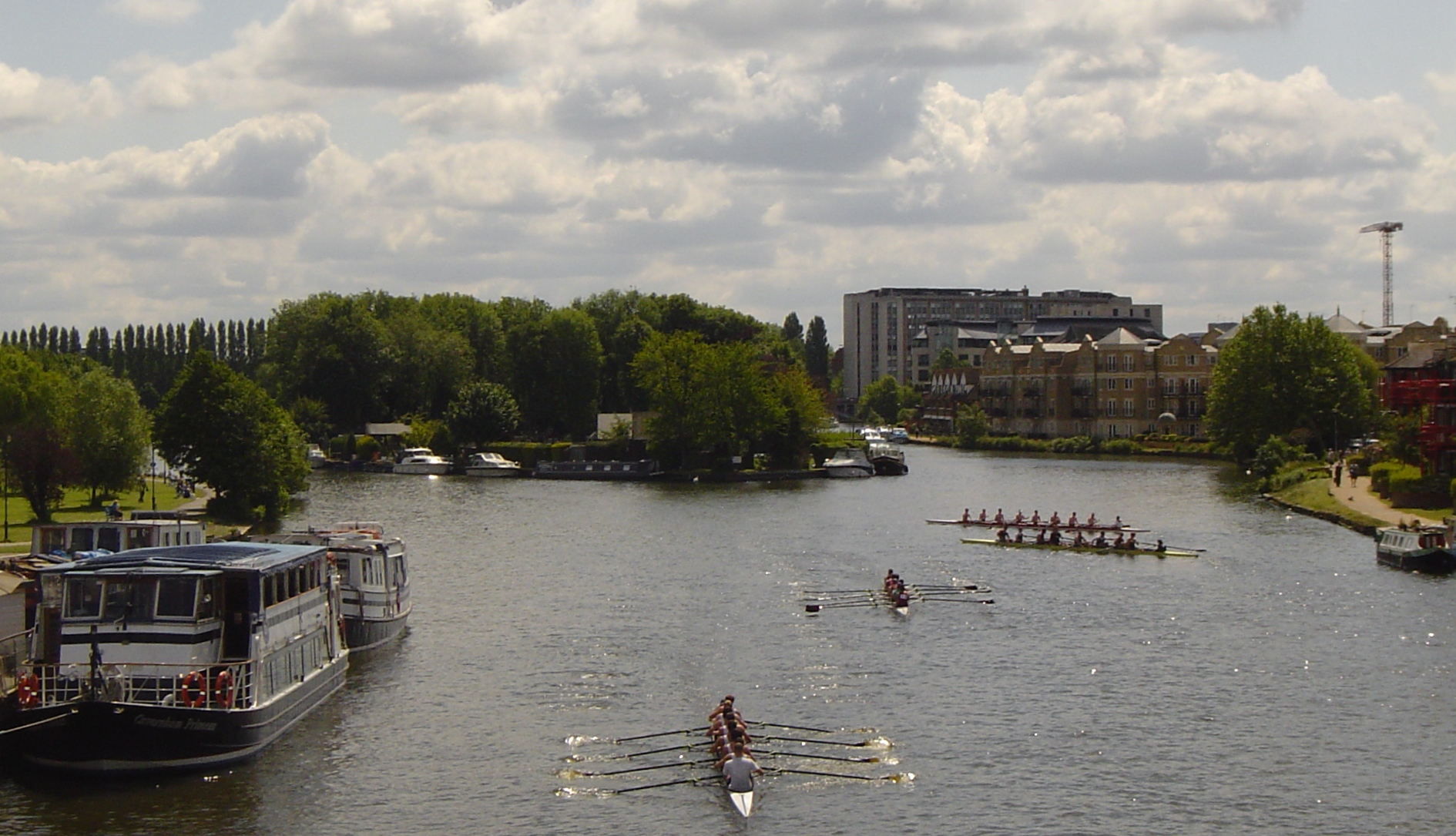
El riu Tàmesi vist des del pont Caversham.

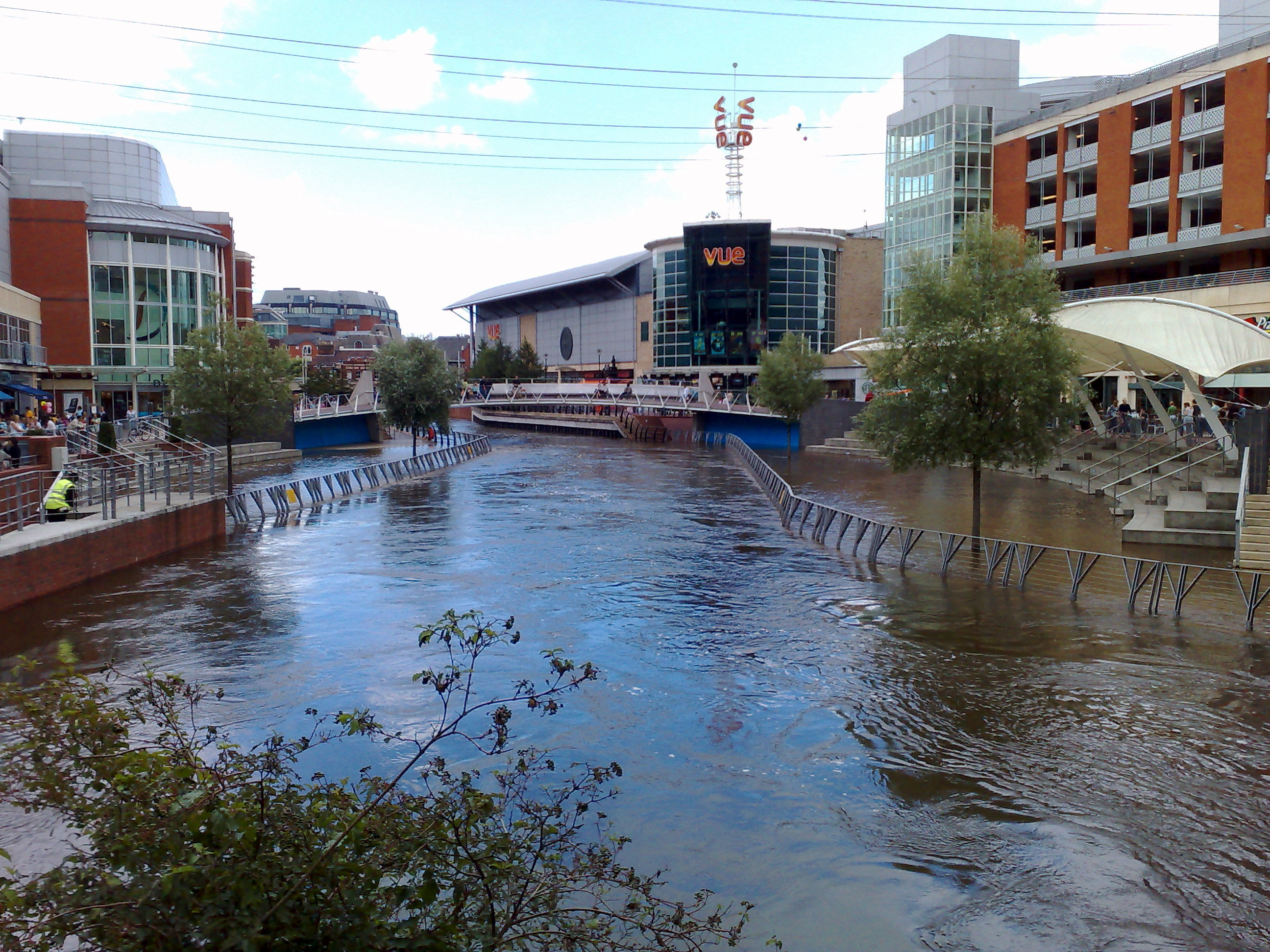
El Kennet desbordat a Reading el 2007.

El centre de Reading està sobre una lleugera elevació que hi ha poc abans que el riu Kennet conflueixi amb el Tàmesi. El Kennent abans d'entrar al nucli urbà passa per una estreta gorja entre uns turons que formen part de la conca sud del Tàmesi. L'absència d'una conca hidrogràfica aquí que aporti aigua al Kennet ha fet possible la construcció de rescloses per a millorar la seva navegabilitat i aconseguir un port fluvial a Reading.
Així com Reading anava creixent, va anar incorporant territoris cap a l'oest entre els rius esmentats, al peu dels Berkshire Downs fins a incloure: Calcot, Tilehurst i Purley; cap al sud i sud-est seguint el Kennet fins a Whitley Wood, Lower Earley i Woodley; i cap al nord seguint el Tàmesi en direcció als Chilterns incloent Caversham Heights, Emmer Green i Caversham Park Village. Fora del centre de la ciutat el territori és pla i està subjecte als desbordaments dels rius. El 2007 es va produir una inundació que va afectar quatre propietats.
Algunes de les viles properes a Reading que es consideren part de la seva àrea urbana, són en realitat municipis independents, per exemple: Winnersh, Wokingham i Crowthorne.

## Història
Podria ser que el primer nucli de població ja existís en l'època de l'ocupació romana i que tingués relacions comercials amb Calleva Atrebatum. Tanmateix, l'assentament original va ser fundat en el segle viii i va rebre el nom de Readingum. El nom prové probablement d'un terme anglosaxó que vol dir «lloc de la gent de Readda», o segons altres de Rhydd-Inge («gual sobre el riu»). Va ser ocupada pels vikings l'any 871. El rei Alfred el Gran va provar, sense aconseguir-ho, fer fora els vikings en una batalla narrada a la Crònica anglosaxona, que és el primer document escrit on s'esmenta Reading. Els vikings van mantenir el domini d'aquesta ciutat fins al 871, any en què es van replegar cap a Londres. El 1086 la ciutat tenia uns 600 habitants.

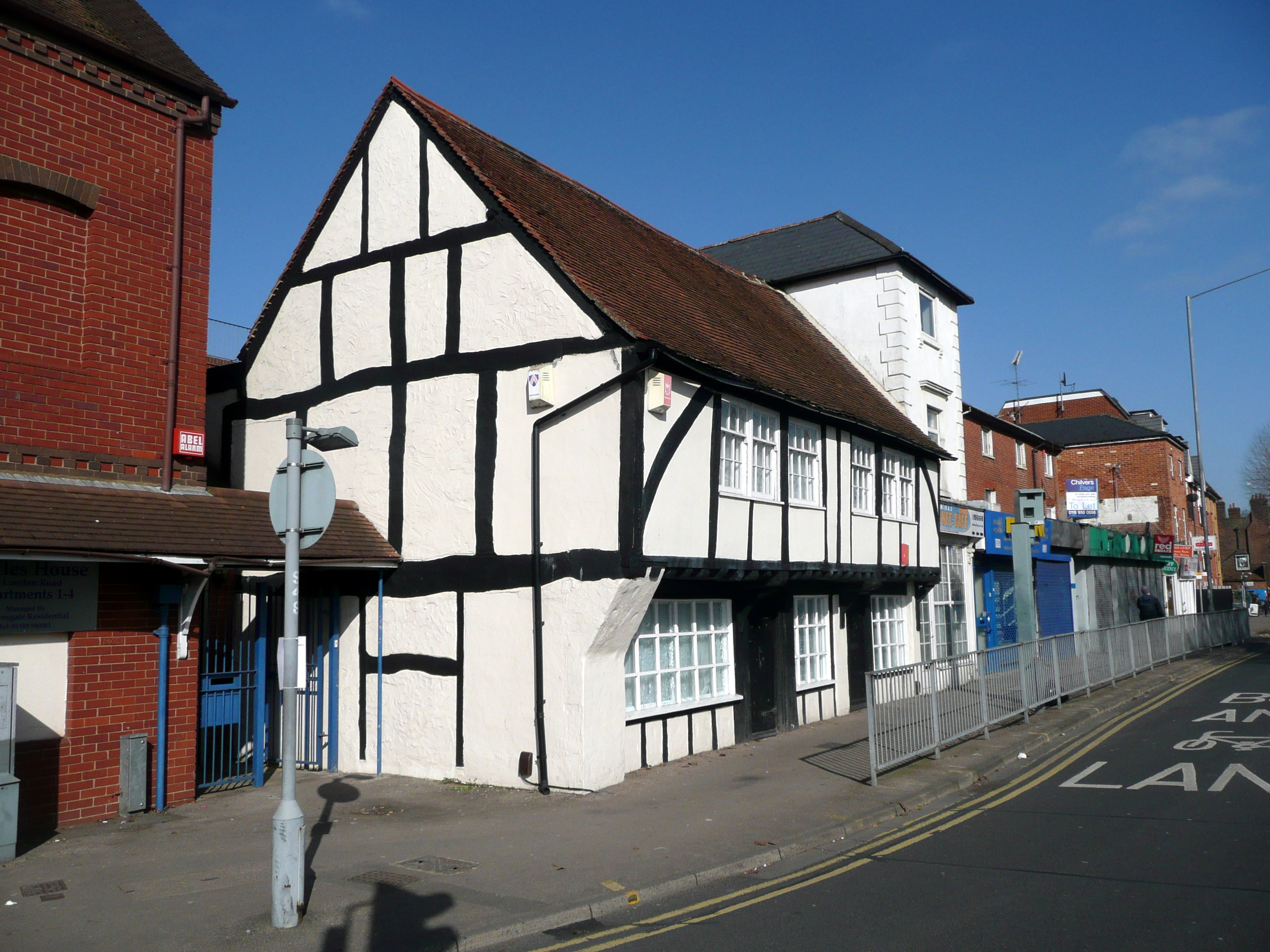
Casa del segle XV

Després de la batalla de Hastings (1066), Guillem el Conqueridor va donar una part dels territoris de Reding per a crear un monestir que es diria "el monestir de la batalla" o Battle Abbey, per les ànimes dels morts en aquell enfrontament armat. En el Domesday Book escrit el 1086, consta que a Reading hi havia sis molins: quatre pertanyents al rei més dos en les terres donades al monestir de Battle. A Reading també es va fundar un monestir, va ser per voluntat d'Enric I l'any 1121. Aquesta abadia fou un centre de pelegrinatge durant l'època medieval per les moltes relíquies que hi contenia.
A finals del segle xvi, Reading era la ciutat més gran del comtat de Berkshire, amb una població de 3.000 habitants. Gran part de la prosperitat d'aquesta ciutat provenia del negoci tèxtil establert a Reading, un dels més destacats comerciants es deia John Kendrik. La ciutat tingué un important paper durant la guerra civil. Els reialistes van imposar el seu control el 1642 i els parlamentaristes van muntar un setge que va durar fins a l'abril del 1643. El negoci del teixit es va veure greument perjudicat i l'economia no es va recuperar fins al segle xx. Fou també el lloc on es va produir una decisiva batalla durant la revolució Gloriosa del 1688: Jaume II va ser l'únic que va presentar oposició armada a Guillem d'Orange.
Al segle xviii es va iniciar la indústria cervesera per la qual seria coneguda la ciutat. Reading estava en un punt clau en les noves carreteres de peatge de la ruta entre Londres i Oxford cap a l'oest del país. El 1723 alguns ciutadans s'oposaven a la canalització del riu Kennet que el feia navegable, però finalment van comprendre que això beneficiava Reading. Quan les obres es van acabar el 1810 es podia navegar pel riu fin a Bristol.

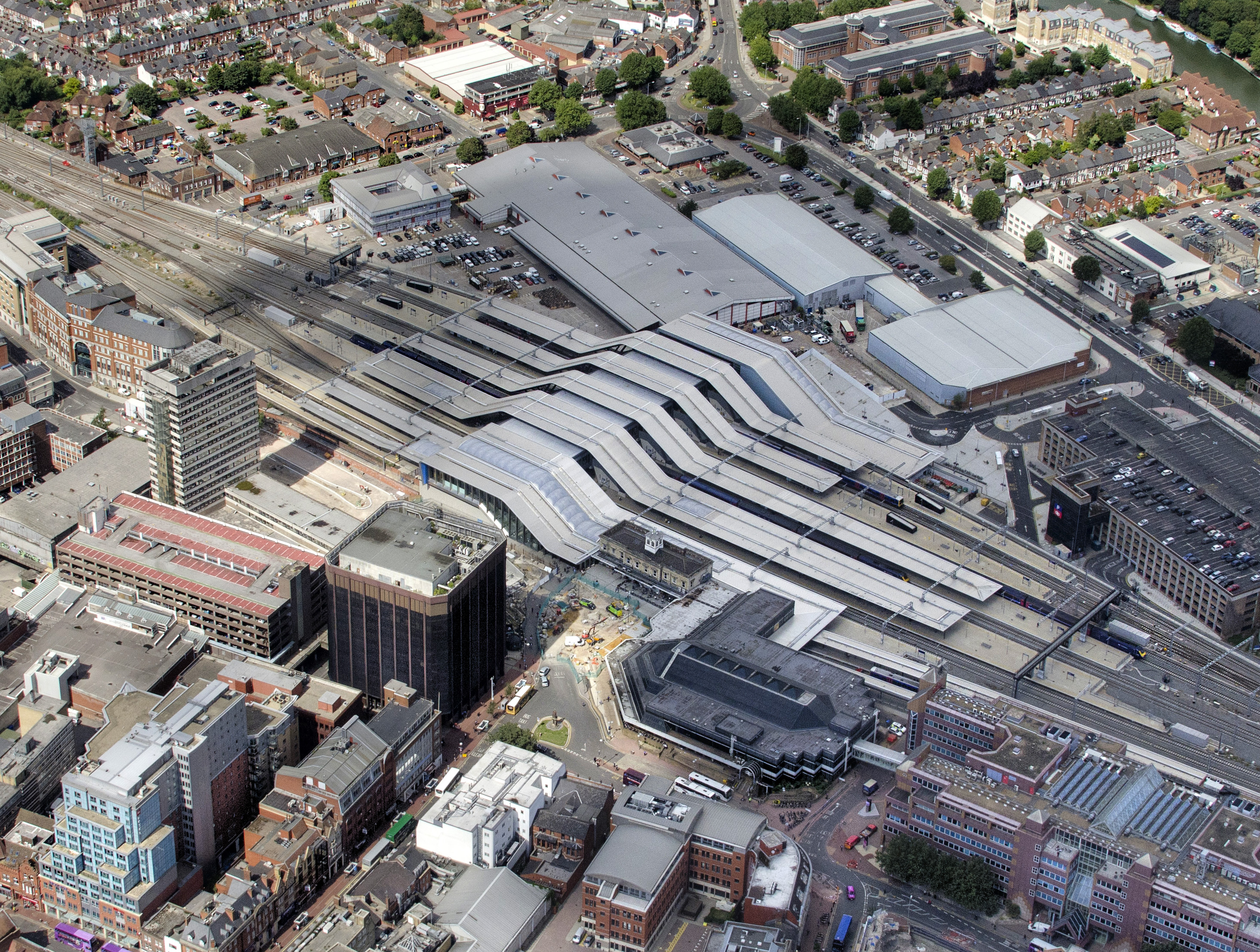
L'estació de ferrocarril en una foto del 2014.

El 1801, la població era de 9.400 persones. Durant el segle xix Reading es convertí en un important centre manufacturer. Des del 1832 la ciutat té dos membres al parlament. El consell de la ciutat es va crear l'any 1839. El ferrocarril va arribar a Reading el 1841 amb la companyia Great Western, que el 1849 va enllaçar amb la South Eastern Railway i el 1856 amb Londres. El 1851 la població era ja de 21.500 persones. El rang de districte dins del comtat fou concedit el 1888, però això va quedar anul·lat quan el 1998 es va crear una nova divisió administrativa anomenada autoritat unitària de Reading.A principis del segle xx, Reading tenia 59.000 habitants. La ciutat es va fer famosa per la seva cervesa i per les seves galetes. Tot i ser la ciutat més gran de Berkshire durant segles, Reading va haver d'esperar fins al 1974 per ser declarada oficialment la capital de Berkshire.

## Clima
Reading té un clima marítim, amb limitades variacions estacionals i generalment luges moderades repartides durant tot l'any. L'estació meteorològica més propera està al campus de la universitat i té dades recollides des del 1970. La temperatura màxima de 36,4 °C (97,5 °F) es va enregistrar l'agost del 2003 i la mínima de −14.5 °C (5,9 °F) el gener del 1982.
| Dades climàtiques a Reading       | Dades climàtiques a Reading | Dades climàtiques a Reading | Dades climàtiques a Reading | Dades climàtiques a Reading | Dades climàtiques a Reading | Dades climàtiques a Reading | Dades climàtiques a Reading | Dades climàtiques a Reading | Dades climàtiques a Reading | Dades climàtiques a Reading | Dades climàtiques a Reading | Dades climàtiques a Reading | Dades climàtiques a Reading |
| Mes                               | gen                         | febr                        | març                        | abr                         | maig                        | juny                        | jul                         | ag                          | set                         | oct                         | nov                         | des                         | anual                       |
| --------------------------------- | --------------------------- | --------------------------- | --------------------------- | --------------------------- | --------------------------- | --------------------------- | --------------------------- | --------------------------- | --------------------------- | --------------------------- | --------------------------- | --------------------------- | --------------------------- |
| Màxima mitjana °C (°F)            | 7.7 (45.9)                  | 8.0 (46.4)                  | 10.8 (51.4)                 | 13.5 (56.3)                 | 17.0 (62.6)                 | 20.0 (68)                   | 22.4 (72.3)                 | 22.1 (71.8)                 | 19.0 (66.2)                 | 14.9 (58.8)                 | 10.7 (51.3)                 | 7.9 (46.2)                  | 14.5 (58.1)                 |
| Mínima mitjana °C (°F)            | 1.9 (35.4)                  | 1.7 (35.1)                  | 3.4 (38.1)                  | 4.7 (40.5)                  | 7.7 (45.9)                  | 10.6 (51.1)                 | 12.7 (54.9)                 | 12.5 (54.5)                 | 10.3 (50.5)                 | 7.6 (45.7)                  | 4.4 (39.9)                  | 2.2 (36)                    | 6.7 (44.1)                  |
| Pluja mitjana mm (polzades)       | 61.0 (2.402)                | 41.2 (1.622)                | 44.5 (1.752)                | 48.0 (1.89)                 | 46.4 (1.827)                | 44.6 (1.756)                | 46.0 (1.811)                | 52.3 (2.059)                | 50.3 (1.98)                 | 71.8 (2.827)                | 66.3 (2.61)                 | 62.9 (2.476)                | 635.3 (25.012)              |
| Mitjana de dies de pluja (≥ 1 mm) | 11.2                        | 9.1                         | 9.7                         | 9.3                         | 8.8                         | 7.7                         | 7.7                         | 7.9                         | 7.9                         | 10.5                        | 10.7                        | 10.6                        | 111.1                       |
| Mitjana mensual d'hores de sol    | 56.8                        | 76.0                        | 109.0                       | 160.6                       | 188.2                       | 189.1                       | 197.3                       | 191.6                       | 138.0                       | 106.4                       | 63.1                        | 46.9                        | 1.523                       |
|                                   |                             |                             |                             |                             |                             |                             |                             |                             |                             |                             |                             |                             |                             |

## Economia

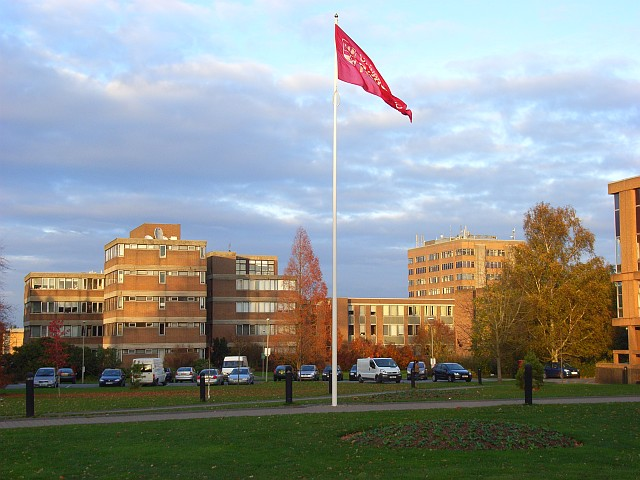
La Universitat de Reading ha estat pionera en el desenvolupament empresarial tecnològic de la ciutat.

A Reading tenen la seu diverses empreses internacionals, en especial les que tenen relació amb la tecnologia de la informació, fet que va començar en col·laboració amb la universitat local. Les primeres a instal·lar-se van ser: International Computers Limited i Microsoft. Altres companyies amb presència significativa són: Agilent Technologies, Cisco, Ericsson, Symantec, Verizon Business i Commvault. També és la seu d'algunes empreses asseguradores.
Una part important de l'economia local està realacionada amb les compres, ja que Reading és la ciutat comercial més important de la vall del Tàmesi i del sud d'Anglaterra. El principal carrer comercial es diu Broad Street i a més hi ha centres comercials: The Oracle, Broad Mall i Heelas.

## Llocs d'interès

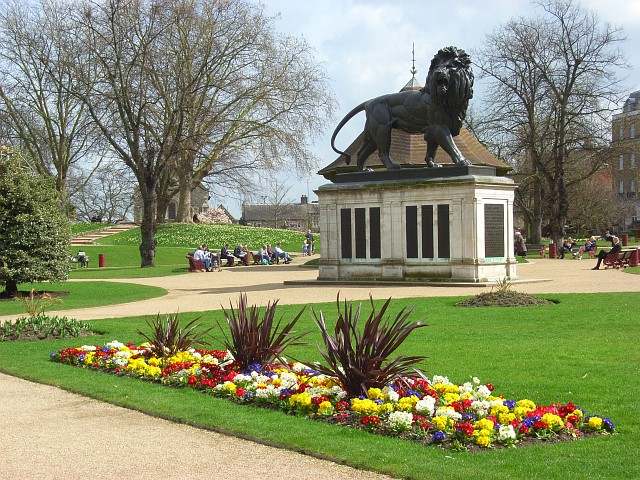
El lleó de Mainwand.

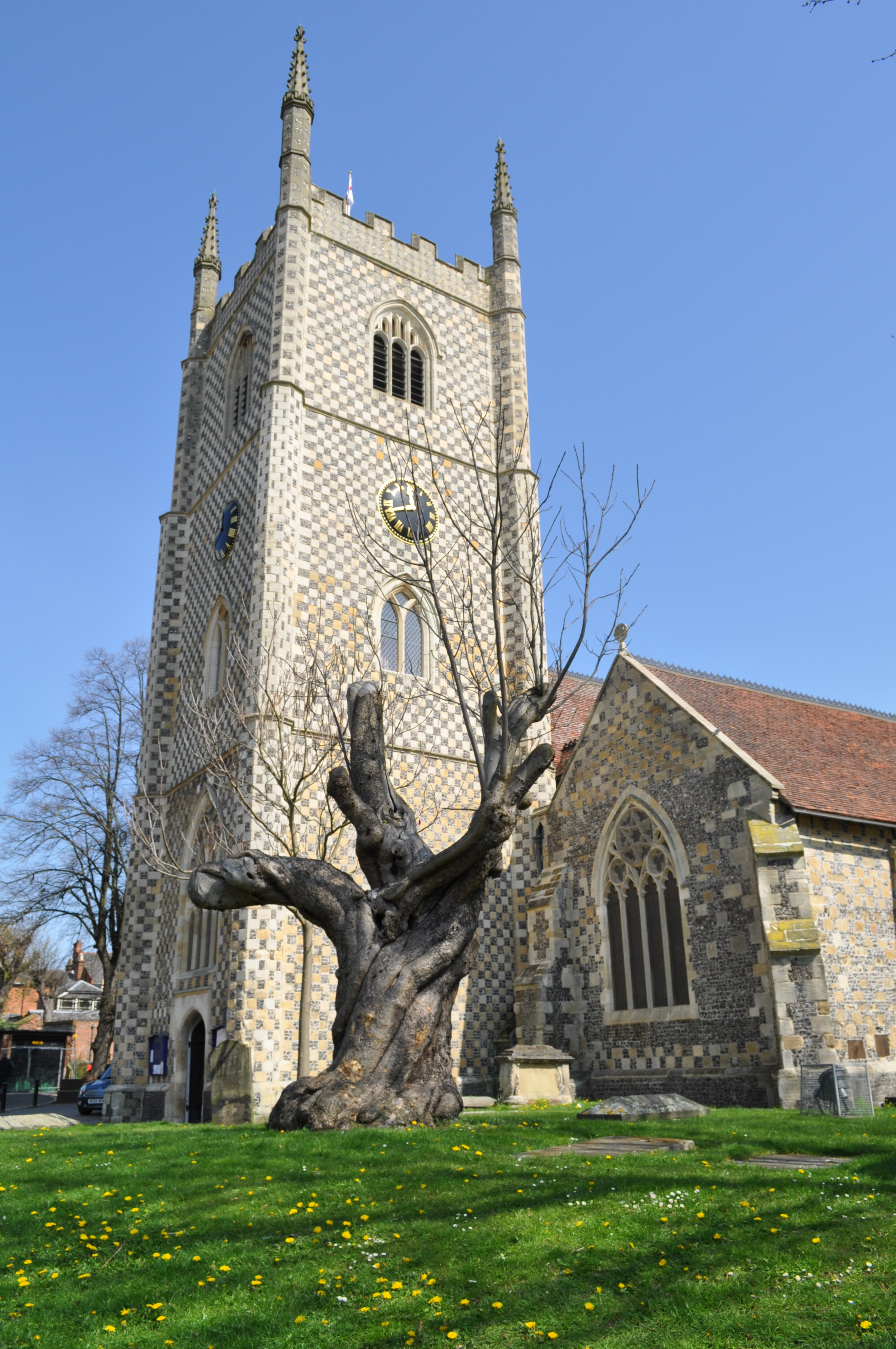
Reading Minster

- El lleó de Mainwand, una estàtua en homenatge als 328 oficials el regment de Berkshire morts en combat el 1880 a la batalla de Mainwand, en la segona guerra angloafganesa.
- Les restes de l'abadia de Reading.
- L'antic arc d'entrada a l'abadia (Abbey Gateway), que és actualment un arc d'un carrer de la ciutat que separa l'edifici dels Tribunals de Justícia dels Forbury Gardens.
- L'església dels Greyfriars, construïda per una comunitat de franciscans al segle xiii.
- L'església de St Laurence, d'època normanda amb remodelacions posteriors.
- Reading Minster o església de santa Maria, fundada per sant Birinus al segle VII.
- Els parcs públics: Forbury Gardens i Prospeckt Park.

## Agermanaments
Reading té relacions d'agermanament amb:
- Meaux (França)
- Clonmel (Irlanda)
- Düsseldorf (Alemanya)
- San Francisco Libre (Nicaragua)
- Speighstown (Barbados)
- Beruwala (Sri Lanka)
- Reading (Pennsilvània) (EUA)

## Persones destacades
- Chris Cunningham (1970-) artista de vídeo.
- Natalie Dormer (1982-) actriu.
- Ricky Gervais (1961-) músic, escriptor, guionista, humorista i actor.
- Neil Halstead (1970-) guitarrista i cantant.
- Kate Middleton (1982-) o Caterina de Cambridge, muller del príncep Guillem, duc de Cambridge.
- Sam Mendes (1965-) director de cine i teatre.
- Mike Oldfield (1953-) músic, compositor, multi instrumentista i productor.
- John Sykes (1959-) guitarrista.
- Kate Winslet (1975-) actriu de cine.